# BeautifulPeople.com
BeautifulPeople.com é um site de relcionamento criado na Dinamarca por Robert Hintze e Greg Hodge em 2001.
O sítio fornece conteúdo em 12 línguas diferentes, e contém em 2010 cinco milhões de usuários, embora é divulgado pelo site que apenas 20% dos usuários que tentam cadastro no site são aprovados.